# Hikaye
La hikaye (en arabe : حكاية, « récit ») est, en Palestine, une pratique narrative exercée par des femmes, inscrite depuis 2008 sur la liste représentative du patrimoine culturel immatériel de l’humanité.

## Définition et pratique
La Hikaye palestinienne désigne un récit fictif oral, pratiqué par des femmes âgées. La langue employée est un dialecte palestinien, le fallahi à la campagne et le madani en ville. Ces fictions sont, le plus souvent, racontées lors de soirées hivernales, enfants et femmes constituant l'assistance (les hommes, dont la présence est jugée inconvenante, y sont plus rares). En revanche, d'autres formes de récits, comme la poésie épique (sīra) et les récits héroïques et d'aventure (qissa) sont réservées aux hommes. Si la conteuse est presque toujours une femme de plus de soixante-dix ans (d'après une description de l'UNESCO, presque toutes ces femmes racontent des hikaye), il peut arriver que des enfants se les transmettent .

## Thèmes abordés et exemples
Ces récits reflètent des préoccupations quotidiennes ainsi que des problèmes familiaux. Les protagonistes sont le plus souvent féminins, souvent hésitant entre devoir et désir. Ces héroïnes évoluent dans une société patriarcale et traversent des épreuves avec vaillance, habileté et intelligence. Le conte du sac de lin, variante locale de Peau d'âne met en scène une femme qui vit une fin heureuse non grâce à une fée, mais à ses actes. Voulant échapper aux avances de son père veuf, qui a pour dessein de l'épouser, une princesse se cache dans un sac de lin .

## Publication d'une anthologie
L'écrivain palestinien Ibrahim Muhawi, notamment spécialiste du folklore, et Sharif Kanaana collectèrent quarante-cinq histoires racontées en Cisjordanie, en Galilée et à Gaza et en firent une compilation en 1989, Speak bird speak again en anglais et قول يا طير en arabe. 
En 2007, le ministère de l’Éducation, contrôlé par le Hamas, fit confisquer 1 500 exemplaires de cet ouvrage dans les bibliothèques scolaires, au motif que le vocabulaire, parfois trop vulgaire, ne convenait pas à l'éducation des enfants. Cette décision, qui fit scandale, fut vite annulée.

## Déclin
La pratique de la hikaye est en déclin, ce qui peut s'expliquer par la popularisation des médias de masse, à côté desquels cette coutume peut être considérée comme arriérée par la population. La situation politique en Palestine et les bouleversements qu'elle implique menacent aussi les hikaye. 